# Matuku Island
Matuku Island är en ö i Fiji.   Den ligger i divisionen Östra divisionen, i den sydöstra delen av landet, 180 km sydost om huvudstaden Suva. Arean är 57 kvadratkilometer.
Terrängen på Matuku Island är lite kuperad. Öns högsta punkt är 371 meter över havet. Den sträcker sig 8,5 kilometer i nord-sydlig riktning, och 6,5 kilometer i öst-västlig riktning.